# Chaobaifloden
Chaobaifloden eller Chaobai He (潮白河) är en flod i Kina. Chaobaifloden, som är Pekings näst största flod, bildas där Chaofloden förenas med Baifloden vid Miyunreservoaren. Chaobaifloden rinner söder ut och passerar öster om Peking utanför Sjätte ringvägen vidare sydost till Xianghe där den övergår i Nya Chaobaifloden som öppnade 1950 och fortsätter ut i Bohaihavet.